# AdGuard
AdGuard es una línea de aplicaciones para los sistemas operativos Windows, Linux, macOS, Android e iOS, que permite bloquear anuncios, ventanas emergentes, banners y otros elementos no deseados en sitios web. También se puede instalar como una extensión para los navegadores más populares (Mozilla Firefox, Google Chrome, Opera, Safari, Microsoft Edge y Yandex).
Para filtrar anuncios, utiliza el bloqueo de URL, el ocultamiento de CSS y el filtrado de HTML. Además de filtrar anuncios, la aplicación protege contra el phishing y sitios web maliciosos. Recibió varios premios de sitios web de tecnología.

## Características principales
- Proteger a los usuarios de estafas, virus y seguimiento en línea.
- Proporcionar la máxima comodidad en el uso de Internet mediante la eliminación de la molesta información publicitaria.
- Verificar los sitios web a las que los niños acceden y bloquear recursos y sitios inseguros e inapropiados para adultos.
- Ahorro de tiempo/dinero y tráfico, gracias a la aceleración de la carga de sitios web mediante el bloqueo de anuncios, incluso antes de comenzar la carga de sitios.

## Productos
| Nombre del producto             | Última versión | Fecha de lanzamiento  | Licencia  |
| ------------------------------- | -------------- | --------------------- | --------- |
| AdGuard para Windows            | 7.21.1         | 25 de julio de 2025   | Shareware |
| AdGuard para Mac                | 2.17.2         | 3 de julio de 2025    | Shareware |
| AdGuard para Android            | 4.10           | 25 de junio de 2025   | Shareware |
| Bloqueador de contenido AdGuard | 2.8            | 21 de octubre de 2024 | GPLv3     |
| AdGuard Pro para iOS            | 4.5.11         | 17 de julio de 2025   | Shareware |
| AdGuard para iOS                | 4.5.11         | 17 de julio de 2025   | GPLv3     |
| Extensión de navegador AdGuard  | 5.1.102        | 15 de junio de 2025   | GPLv3     |
| AdGuard para Safari             | 1.11.22        | 5 de mayo de 2025     | GPLv3     |
| AdGuard Home                    | 0.107.64       | 28 de julio de 2025   | GPLv3     |

### Servicios
- AdGuard DNS[22]

- AdGuard VPN[23]

## Incidentes
- La distribución de AdGuard para Android fue interrumpida por Google Play a finales de 2014. Todavía se está actualizando y está disponible para descargar desde el sitio web de los desarrolladores.[24]
- AdGuard para iOS no fue actualizado desde el verano de 2018 debido a las políticas de Apple, aunque todavía está presente en la App Store.[25][26] En el verano de 2019, se restableció el acceso a las actualizaciones de AdGuard para iOS.[27]
- En septiembre de 2018, AdGuard sufrió un ataque de relleno de credenciales. AdGuard afirma que sus servidores no se vieron comprometidos, y que en cambio, los atacantes utilizaron pares de credenciales reutilizadas por las víctimas en otros sitios y robadas de esos otros sitios. Según el portavoz de la empresa, "no saben a qué cuentas accedieron exactamente los atacantes", por lo que la empresa restableció las contraseñas de todas las cuentas como medida de precaución. Además, AdGuard se comprometió a utilizar la API "Have I Been Pwned?" para comprobar todas las nuevas contraseñas con filtraciones de datos públicas conocidas. Además, implementaron requisitos de seguridad de contraseñas más estrictos.[28][29][30]